# Municipal Art Society

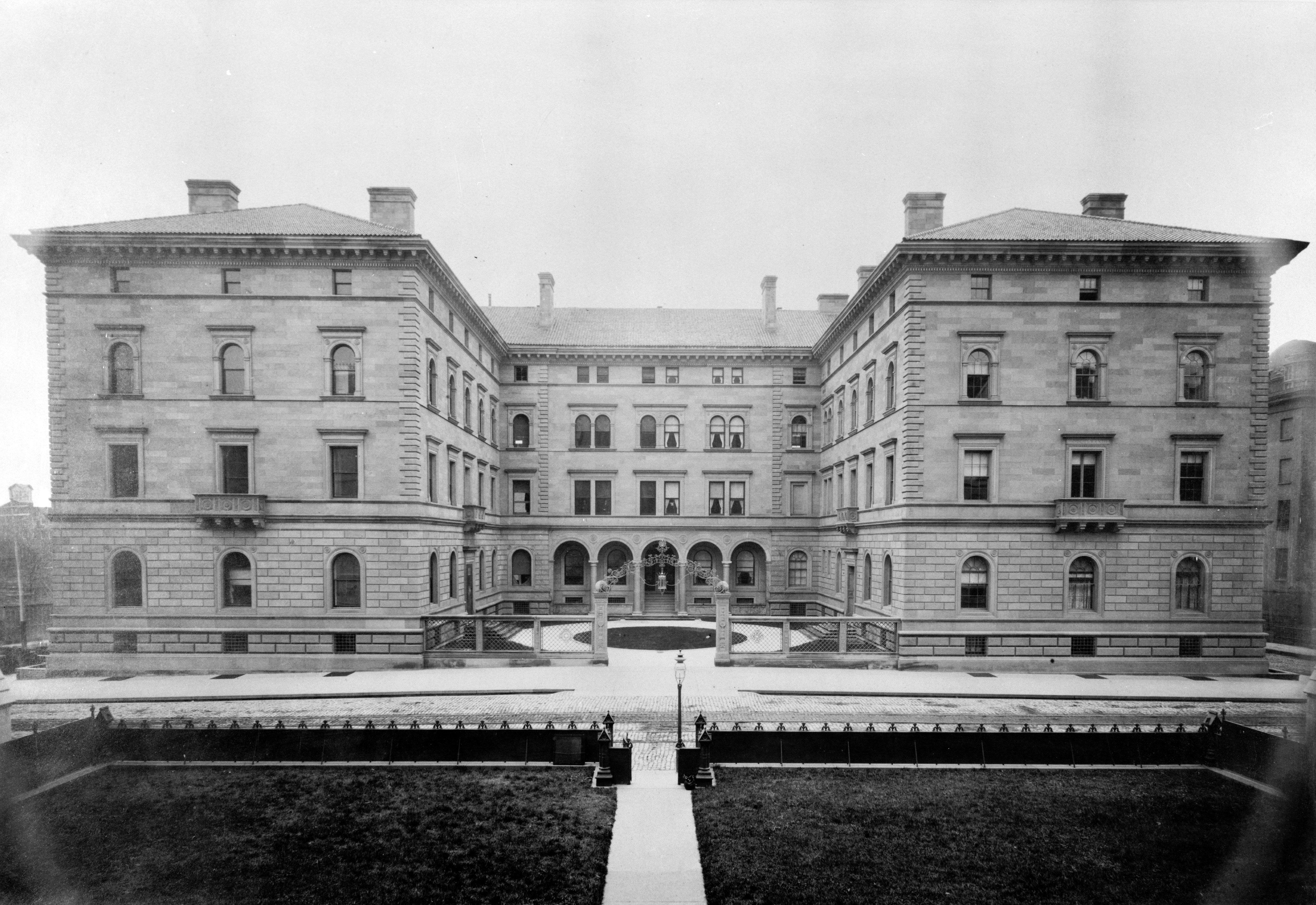
„Villard Houses“
457 Madison Avenue

Die Municipal Art Society of New York (MAS) wurde 1893 gegründet und ist eine Non-Profit-Mitgliedsvereinigung, die sich durch ihre hervorragende Arbeit in den Bereichen Städtebau, Stadtplanung, Gegenwartsarchitektur, Denkmalpflege und Kunst im öffentlichen Raum in den fünf Boroughs von New York City verdient gemacht hat.
Die Municipal Art Society hat ihren Sitz in der 457 Madison Avenue im linken Flügel den historischen Villard Houses. Das Erdgeschoss ist öffentlich zugänglich. Hier befindet sich eine Galerie, in der regelmäßig wechselnde Ausstellungen stattfinden sowie die renommierte Buchhandlung der MAS, die für ihren umfangreichen Bestand an Fachliteratur für Architektur, Stadtgeschichte und Design bekannt ist.
Die MAS verleiht jährlich eine Reihe von Auszeichnungen für Personen und Organisationen, die durch ihre Leistungen die Lebensqualität von New York City erhöht haben.
2001 war die Organisation maßgeblicher Initiator des Lichtdenkmals Tribute in Light, welches zu Ehren der Opfer der Terroranschläge am 11. September 2001 zwei Lichtsäulen über New York erscheinen ließ.